# Combabo
Combabo fue el favorito del rey del Imperio seléucida Antíoco I Sóter, que vivió en el siglo III a. C.
Según la leyenda del fiel servidor de Antíoco, este le había encargado la custodia de su esposa, mujer de extraordinaria belleza, de la que estaba celoso. El constante asedio de Combabo hizo que la reina, Estratónice, se enamorara de él y tratara de seducirlo acusándolo después de que la requería de amores, ante la negativa del leal servidor. Pero Combabo, temiendo de antemano que este caso llegara y queriendo al mismo tiempo evitar ser traidor a su rey, se había mutilado para hacer imposible toda tentación, enviando a Antíoco los atributos de su virilidad en una caja perfectamente cerrada.
Cuando por la acusación de la hermosa Estratónice iba a ser condenado a muerte, mandó a Antíoco que abriera la caja que le enviara, demostrando de este modo su inocencia. Antíoco, lleno de agradecimiento por tan gran prueba de amistad, le colmó de honores y mandó que en Hierápolis se le erigiera una estatua a Combabo.